# Dezyderiusz (imię)
Dezyderiusz – oboczna forma imienia Dezydery.
Dezyderiusz imieniny obchodzi: 11 lutego, 25 marca, 23 maja i 19 września.

## Noszący imię
- Dezyderiusz – król Longobardów
- Dezyderiusz Akwitański – gallo-rzymski wódz
- Dezyderiusz Danczowski (1891-1950) – polski wiolonczelista i pedagog
- Dezyderiusz Zawistowski (1891-1939) – polski żołnierz